# George Goschen, 2. Viscount Goschen

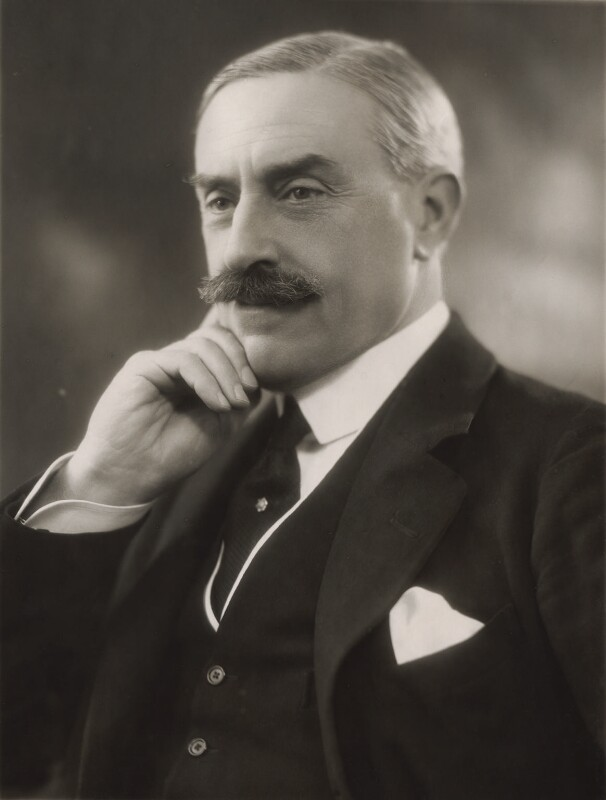
George Goschen, 2. Viscount Goschen (1923)

George Joachim Goschen, 2. Viscount Goschen, GCSI, GCIE, CBE, KGStJ, PC (* 15. Oktober 1866 in St Leonards-on-Sea, Hastings, Sussex, England; † 24. Juli 1952 in Hawkhurst, Royal Tunbridge Wells, Kent, England) war ein britischer Politiker der Conservative Party. Er war von 1895 bis 1906 Mitglied des House of Commons und von 1907 bis zu seinem Tod 1952 Mitglied des House of Lords. In der Regierung Lloyd George war er 1918 Parlamentarischer Sekretär im Ministerium für Landwirtschaft und Fischerei (Parliamentary Secretary to the Board of Agriculture and Fisheries). Er war außerdem von 1924 bis 1929 Gouverneur von Madras und 1929 während der Abwesenheit von Edward Wood, 1. Baron Irwin kommissarischer Generalgouverneur und Vizekönig von Indien.

## Leben

### Familiäre Herkunft und Unterhausabgeordneter

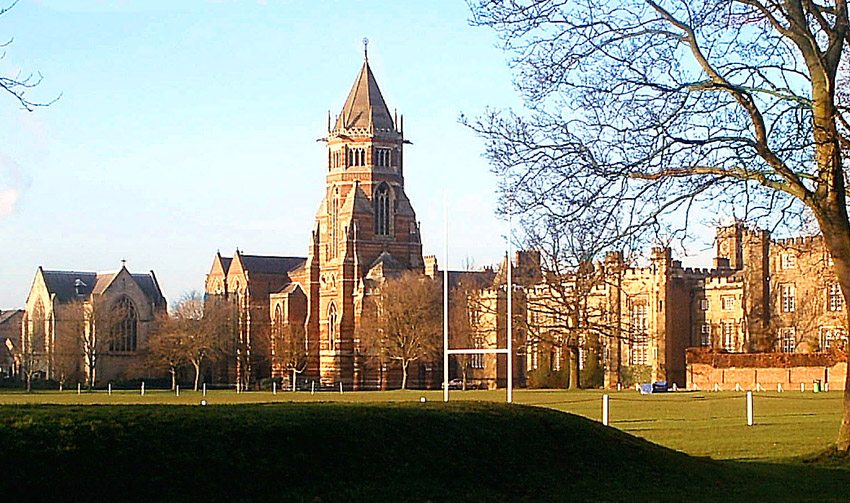
Joachim Goschen war Absolvent der renommierten Rugby School.

George Joachim Goschen war das zweite von sechs Kindern und der ältere von zwei Söhnen des Politikers George Joachim Goschen (1831–1907), der unter anderem zwischen 1863 und 1900 mit einer kurzen Unterbrechung ebenfalls Unterhausmitglied, von 1871 und 1874 sowie erneut zwischen 1895 und 1900 Erster Lord der Admiralität, zwischenzeitlich von 1887 bis 1892 Schatzkanzler war und 1900 zum 1. Viscount Goschen erhoben wurde, wodurch er bis zu seinem Tode Mitglied des Oberhauses war, und dessen Ehefrau Lucy Dalley († 1898). Zu seinen Geschwistern gehörte unter anderem seine ältere Schwester Lucy Maude Goschen (1858–1909), die mit Alexis Charles Burke Roche (1853–1914) verheiratet war, Sohn des Unterhausabgeordneten und späteren Oberhausmitglieds Edmond Roche, 1. Baron Fermoy (1815–1874). Sein jüngerer Bruder war der Beamte Sir William Henry Goschen (1870–1943).
Joachim Goschen selbst absolvierte nach dem Besuch der renommierten Rugby School ein Studium am Balliol College der University of Oxford und war zwischen 1890 und 1892 Privatsekretär des damaligen Gouverneurs von New South Wales, Victor Child-Villiers, 7. Earl of Jersey. Am 13. Juli 1895 wurde er für die Conservative Party Mitglied des Mitglied des Unterhauses (House of Commons) und vertrat in diesem bis zum 12. Januar 1906 den Wahlkreis East Grinstead. Zugleich war er von 1895 bis 1900 Assistierender Privatsekretär seines Vaters, der zu der Zeit das Amt als Erster Lord der Admiralität im Kabinett Salisbury III bekleidete. Im Anschluss fungierte er von 1900 bis 1902 als Aide-de-camp des Oberbefehlshabers der British Army, Feldmarschall Frederick Roberts, 1. Baron Roberts und war zeitweilig auch Deputy Lieutenant (DL) der Grafschaft Kent sowie Justice of the Peace (JP) der Grafschaft Sussex. 1905 wurde ihm für seine Verdienste die Royal Naval Volunteer Reserve Officers’ Decoration (VD) verliehen.

### Oberhausmitglied, Juniormitglied, Gouverneur von Madras und kommissarischer Vizekönig von Indien

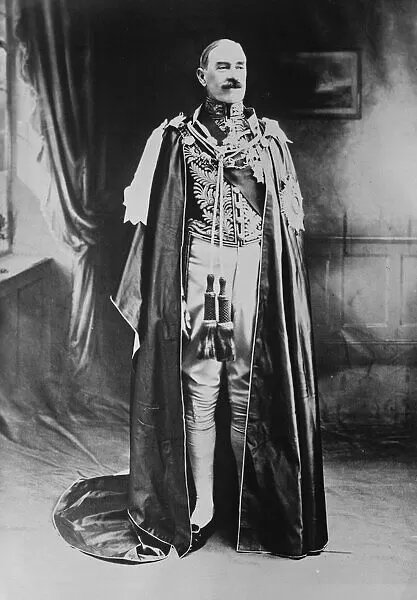
Viscount Goschen als kommissarischer Generalgouverneur und Vizekönig von Indien (Juli 1929)

Nach dem Tode seines Vaters George Goschen, 1. Viscount Goschen am 7. Februar 1907 erbte George Goschen den Titel als 2. Viscount Goschen, der 1900 in der Peerage of the United Kingdom verliehen wurde. Dadurch wurde er Mitglied des Oberhauses (House of Lords), dem er mehr als 45 Jahre lang bis zu seinem Tode am 24. Juli 1952 angehörte. Er nahm am Ersten Weltkrieg teil und war zeitweise Kommandant des '2./5. Bataillons des East Kent Regiment sowie Honorary Colonel des 4. Bataillons dieses Regiments. Für seine Verdienste wurde er 1918 Commander des Order of the British Empire (CBE) und bekleidete in der Regierung Lloyd George als Nachfolger von Charles Spencer-Churchill, 9. Duke of Marlborough vom 26. März bis zu seiner Ablösung durch Charles Hepburn-Stuart-Forbes-Trefusis, 21. Baron Clinton am 18. Juni 1918 Parlamentarischer Sekretär im Ministerium für Landwirtschaft und Fischerei (Parliamentary Secretary to the Board of Agriculture and Fisheries).
Als Nachfolger von Freeman Freeman-Thomas, 1. Viscount Willingdon und nach einer zweitägigen kommissarischen Amtsführung von Sir Charles George Todhunter wurde Viscount Goschen am 14. April 1924 Gouverneur von Madras und bekleidete dieses Amt bis zum 29. Juni 1929, woraufhin Sir Norman Edward Majoribanks zunächst kommissarisch die Geschäfte übernahm und Sir George Frederick Stanley am 11. November 1929 neuer Gouverneur wurde. Er wurde für seine Verdienste 1924 Knight Grand Commander des Order of the Indian Empire (GCIE) sowie 1929 auch Knight Grand Commander des Order of the Star of India (GCSI). Während der Abwesenheit von Edward Wood, 1. Baron Irwin fungierte er zudem vom 30. Juni bis zum 25. Oktober 1929 als kommissarischer Generalgouverneur und Vizekönig von Indien. Er wurde 1930 auch Mitglied des Geheimen Kronrates (Privy Council) und war ferner auch Knight of Grace des Order of Saint John (KGStJ).
Am 26. Januar 1893 heiratete er Lady Margaret Evelyn Gathorne-Hardy, Tochter des Politikers Gathorne Gathorne-Hardy, 1. Earl of Cranbrook (1814–1906), der Innenminister, Kriegsminister, Minister für Indien, Lord President of the Council und Chancellor of the Duchy of Lancaster war, und dessen Ehefrau Jane Orr. Aus dieser Ehe gingen der Sohn George Joachim Goschen (1893–1916) sowie die beiden Töchter Phyllis Evelyn Goschen (1895–1976) und Cicely Winifred Goschen (1899–1980) hervor. Da der Sohn George Joachim Goschen als Leutnant des 5th Battalion, East Kent Regiment im Ersten Weltkrieg fiel, verstarb der 2. Viscount Goschen am 24. Juli 1952 ohne direkten männlichen Nachkommen. Aus diesem Grund erbte nach seinem Tode sein Neffe John Alexander Goschen (1906–1977), zweiter Sohn seines jüngeren Bruders Sir William Henry Goschen, den Titel als 3. Viscount Goschen und die Mitgliedschaft im Oberhaus.